# Người cao tuổi

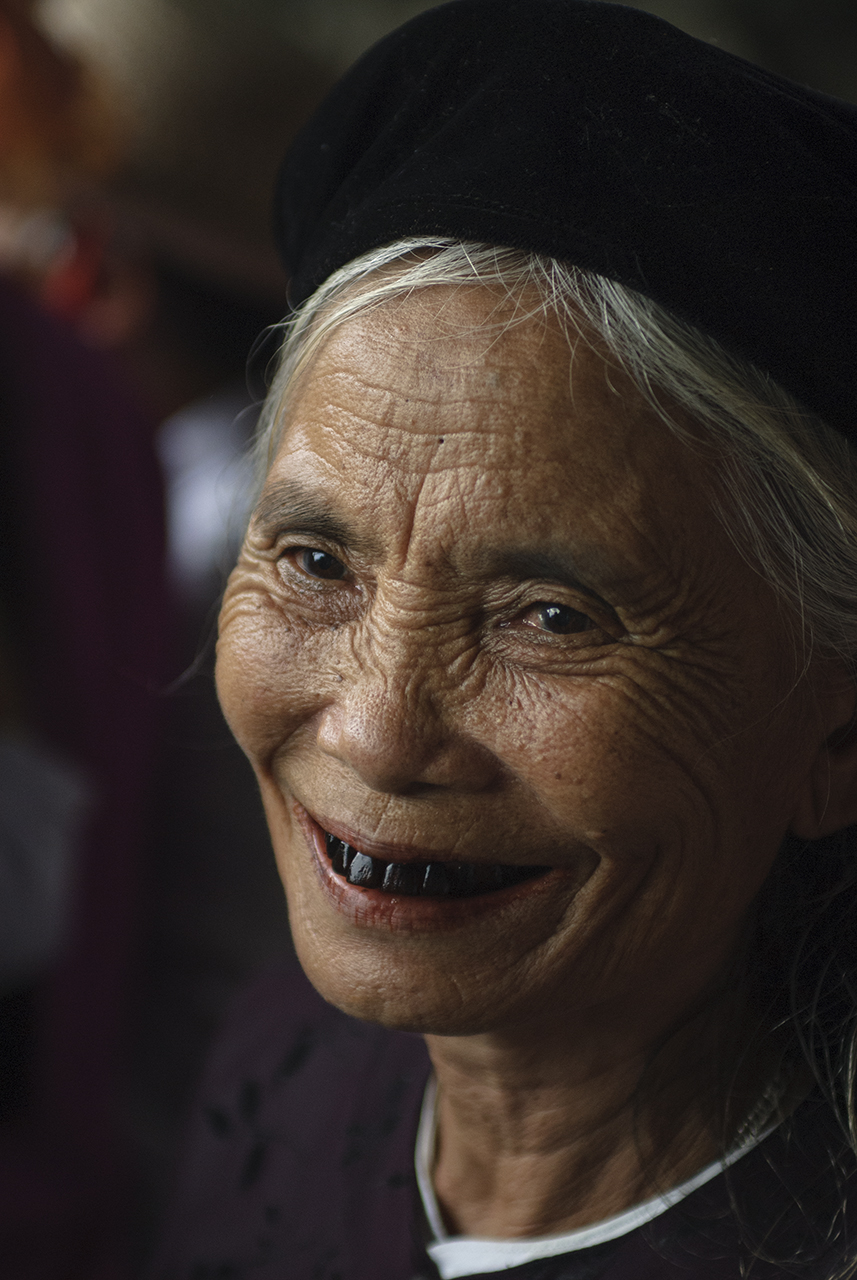
Một cụ già ở miền Bắc Việt Nam với đặc trưng quấn khăn mỏ quạ và ăn trầu nhuộm răng đen

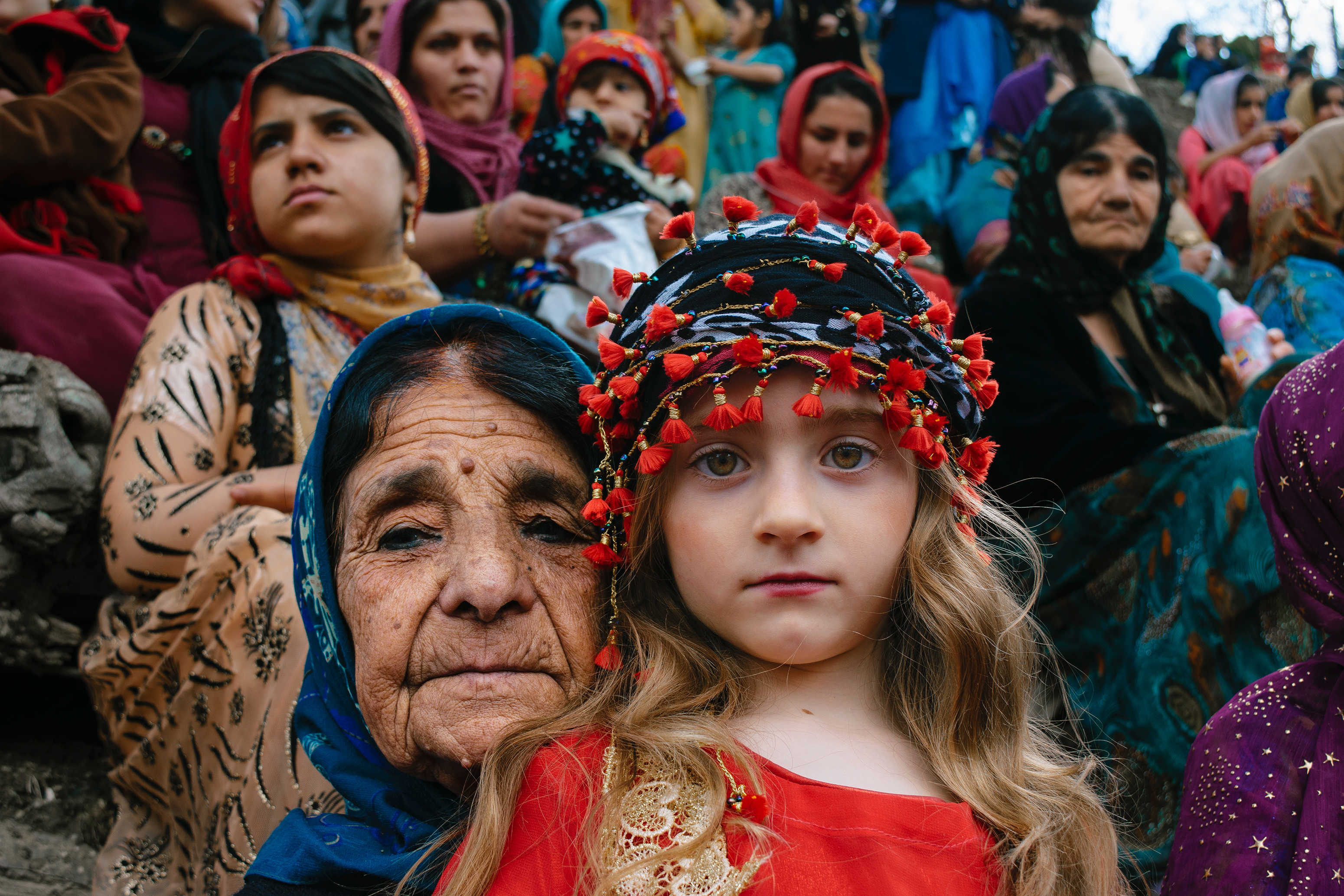
Cụ già và cháu gái ở Bisaran

Người cao tuổi hay người cao niên, người già, cụ già, ông bà già, ông bà lão, ông bà cụ là những người lớn tuổi, thường có độ tuổi khoảng từ 60 trở lên. Pháp lệnh người cao tuổi ở Việt Nam (số 23/2000/PL-UBTVQH, ra ngày 28/04/2000) nhận định: "người cao tuổi có công sinh thành, nuôi dưỡng, giáo dục con cháu về nhân cách và vai trò quan trọng trong gia đình và xã hội".

## Độ tuổi được gọi là người cao tuổi
Tại Việt Nam quy định công dân nào 60 tuổi trở lên được gọi là người cao tuổi. Một số nước độ tuổi về già được quy định khi người đó có cống hiến gì cho xã hội và gia đình hay không.

## Người cao tuổi trong cộng đồng
Cộng đồng phụng dưỡng, chăm sóc, động viên tinh thần, tôn trọng nguyện vọng chính đáng. Sinh lý đặc trưng chính của người cao tuổi là thích sum họp gia đình, con cháu, bạn bè.

## Các nhu cầu đảm bảo
Nhu cầu cơ bản về ăn mặc, ở, đi lại, sức khỏe, học tập, văn hóa, thông tin giao tiếp. Các món ăn tinh thần vẫn cần thiết nhất cho độ tuổi này, cần đảm bảo đúng các tiêu chuẩn cho phép tối thiểu.

## Về phụng dưỡng
Theo các quan niện của người phương Đông và phương Tây đối với người cao tuổi, phù hợp với từng xã hội của riêng từng dân tộc. Khích lệ người già sống lâu, có tinh thần phấn đấu cho riêng bản thân có thể tiếp tục phục vụ cho xã hội.

## Sức khỏe đảm bảo

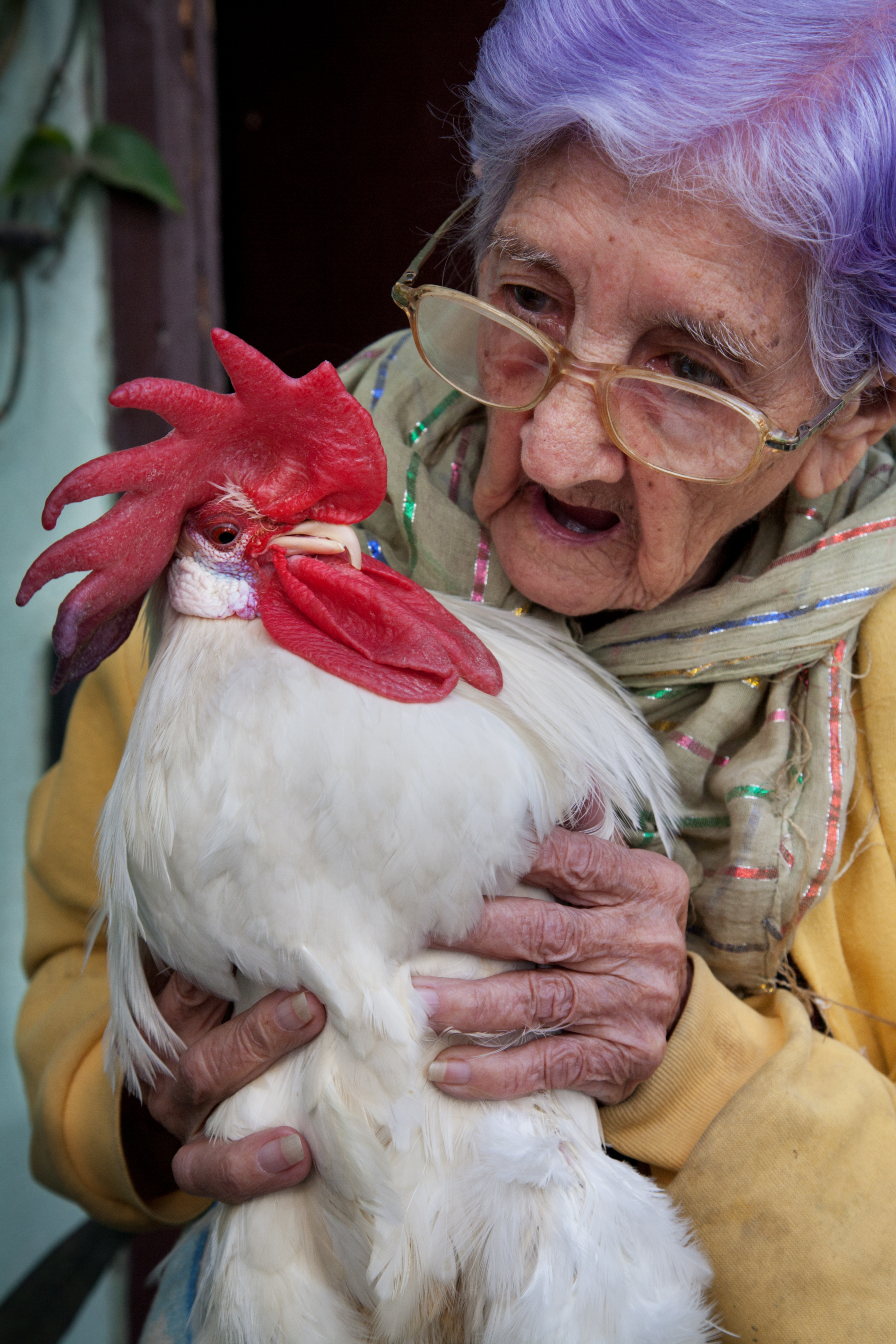
Một phụ nữ 95 tuổi ở Havana

Về sức khỏe của người cao tuổi được quan tâm hàng đầu, tại các quốc gia. Thể trạng sức khỏe khi về già rất yếu trong các động tác hoạt động của công việc. Công việc không được linh hoạt hơn về độ tuổi càng lớn càng nhiều phát sinh, bệnh tật luôn rình rập. Dinh dưỡng đối với người tuổi và tập luyện thể dục (chủ yếu là luyện dưỡng sinh) để chống lại, sự lão hóa theo tháng năm, sức đề kháng giảm đi nhiều so với tuổi thanh xuân.
Người cao niên thường bị các bệnh như bệnh về tim mạch, bệnh về hệ hô hấp, đường tiêu hóa, bệnh về hệ tiết niệu - sinh dục, bệnh về hệ xương khớp và hệ thần kinh trung ương  Một số lớn trường hợp bệnh nặng phải nhập viện ở người cao niên là do hiện tưọng thiếu nước (dehydration). Ở người cao niên, cơ chế điều hòa nhiệt độ (thermoregulation) ở trong não bộ không còn chính xác nên một số người cao niên không cảm thấy khát nước trong khi cơ thể bị thiếu nước trầm trọng . Chế độ dinh dưỡng hợp lý đối với người cao tuổi là một phương pháp tích cực và hiệu lực chống lại sự lão hóa.

## Theo các quan niệm nông thôn và thành thị

#### Nông thôn
Người già thường sống với con cháu, cùng sinh hoạt trong một đại gia đình đầm ấm. Họ thường là những người có uy tín trong gia đình, về các thủ tục quan hệ hàng xóm, trong lễ nghi của gia tộc. Sự sum vầy của con cháu, muốn có bạn hiền tri kỷ cùng bàn luận. Họ thường làm các công việc (trừ những người già neo đơn, không nơi nương tựa): Giữ cháu cho con, sắp hàng mua thực phẩm nấu cơm cho con.

#### Thành thị
Do sự náo nhiệt tại các vùng này, người cao tuổi thường có xu hướng nghỉ ngơi an nhà. Họ không thích ứng nhiều với môi trường, cơ thể của họ phản ứng lại do sự lão hóa. Xu hướng người già thường muốn an nhàn, tìm những vùng ít ồn ào náo nhiệt. Nhưng thường đa số họ cũng đã tạm bằng lòng với hiện tại, họ hoạt động trong các lĩnh vực có thời gian chờ đợi như: Chăm sóc cây cảnh, chăm cháu cho con, văn hóa nghệ thuật, tham gia hội thảo chuyên đề.v.v.. Tại thành phố nhiều người già cô đơn hơn, do các ngành nghề của họ để lại việc họ có nhận được các khoản phụ cấp của nhà nước, không nhận được thì phải dựa vào các khoản phụ cấp của con cháu. Một vài người cuối đời phải sống trong các viện dưỡng lão, trung tâm dưỡng lão, những người này chủ yếu là người già cô đơn không nơi nưng tựa, phần khác vẫn có con cháu nhưng vẫn sống trong đó. Các khoản phụ cấp của viện đưỡng lão thường do nhà nước và người thân có người trong đó chu cấp.

## Ngày hành động vì người cao niên
Ngày quốc tế người cao tuổi, viết tắt IDOP (International Day of Older Persons) là một ngày hành động quốc tế do Liên Hợp Quốc đặt ra nhằm tuyên truyền cổ động cho việc chăm sóc, bảo vệ các người cao tuổi trong mọi nước thành viên vào ngày 1 tháng 10 hàng năm.

## Hình ảnh

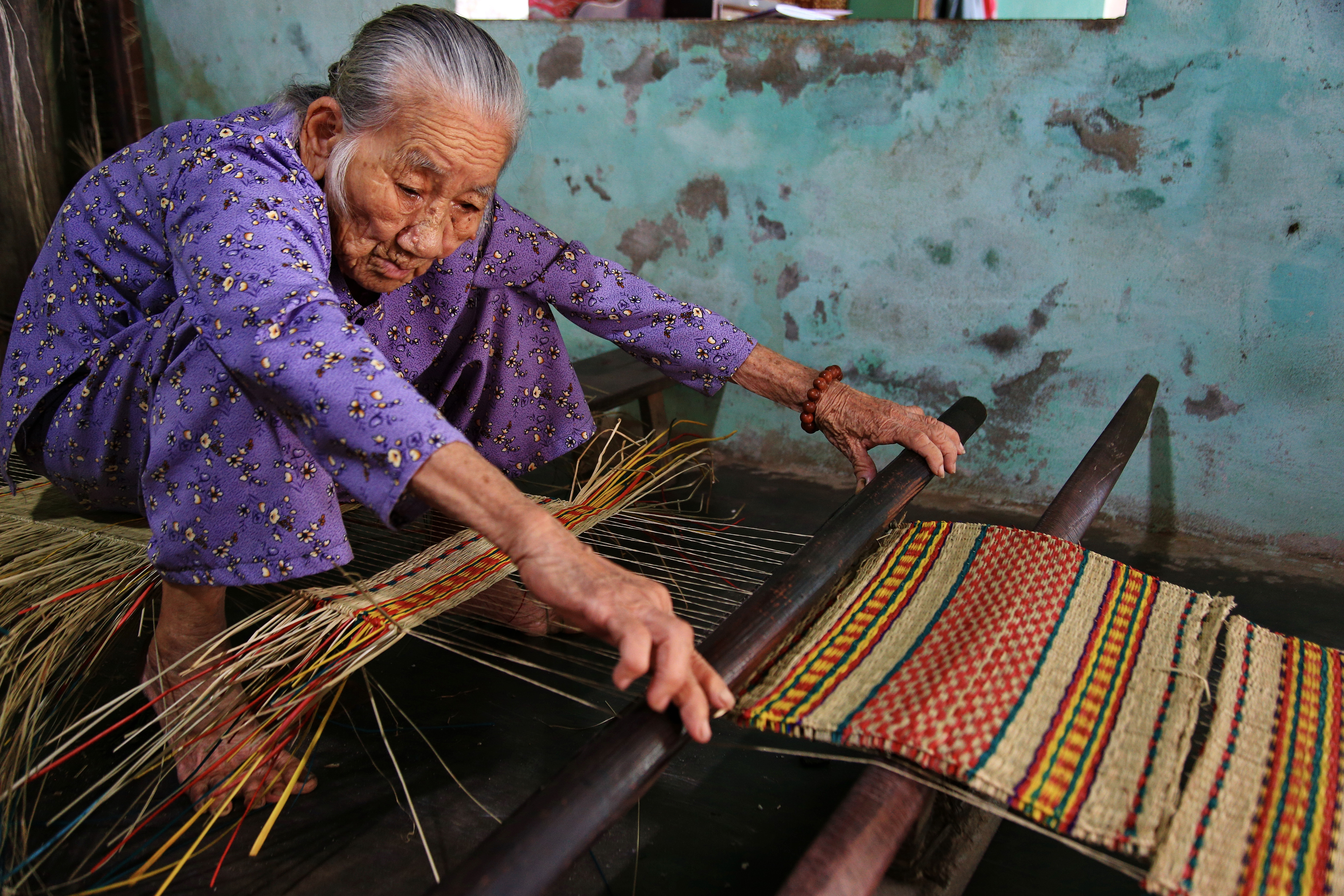
Một cụ già  người Việt đang dệt chiếu ở nông thôn
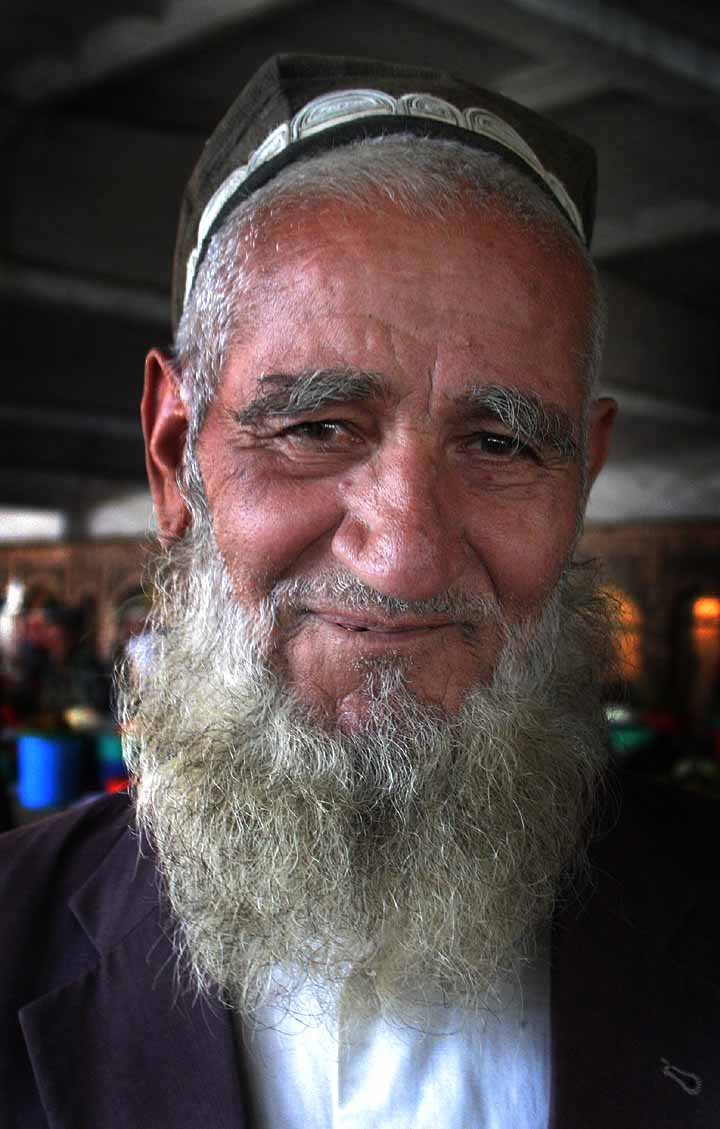
Một người già tại Tajikistan
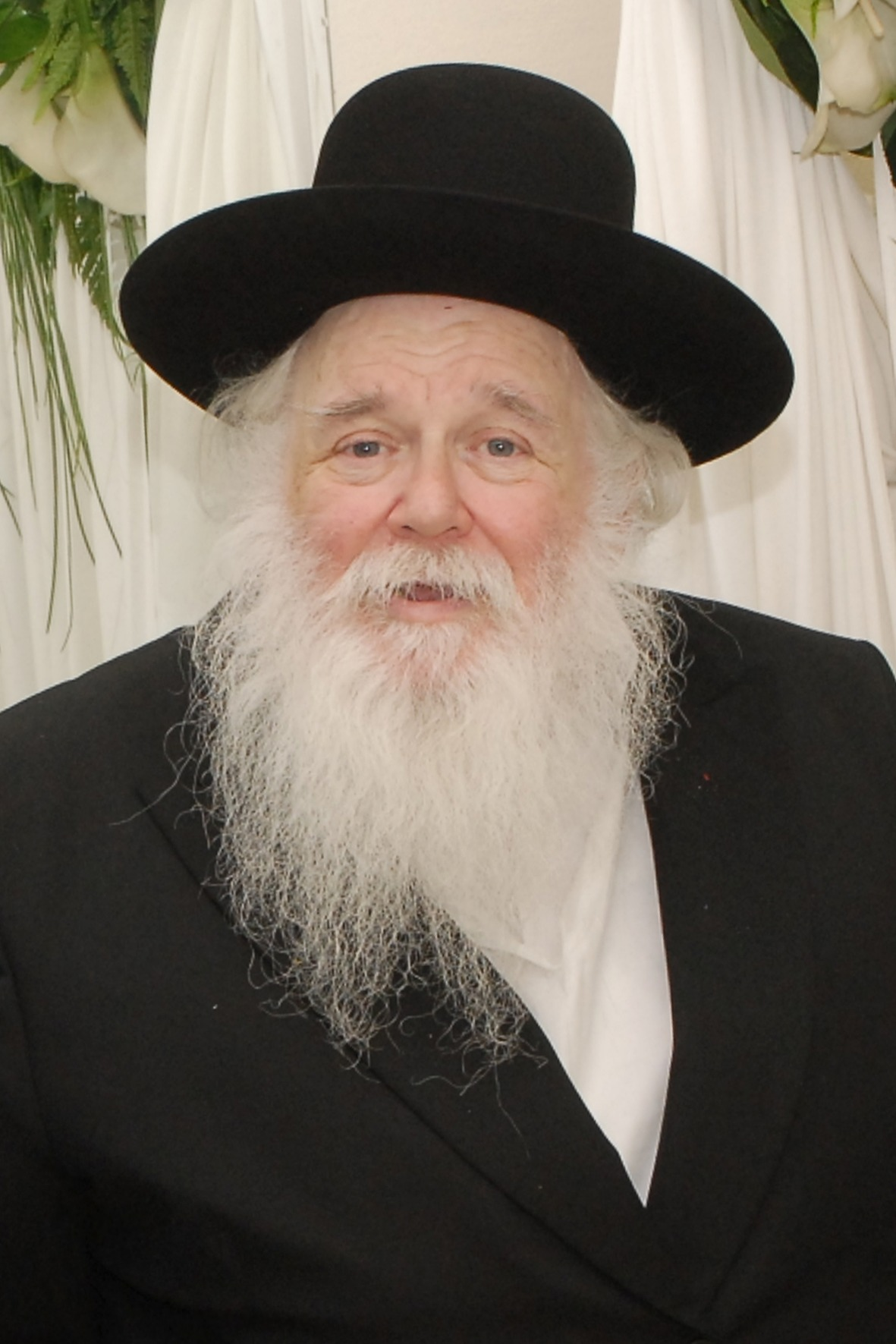
Một ông già người Do Thái với râu trắng bạc phơ
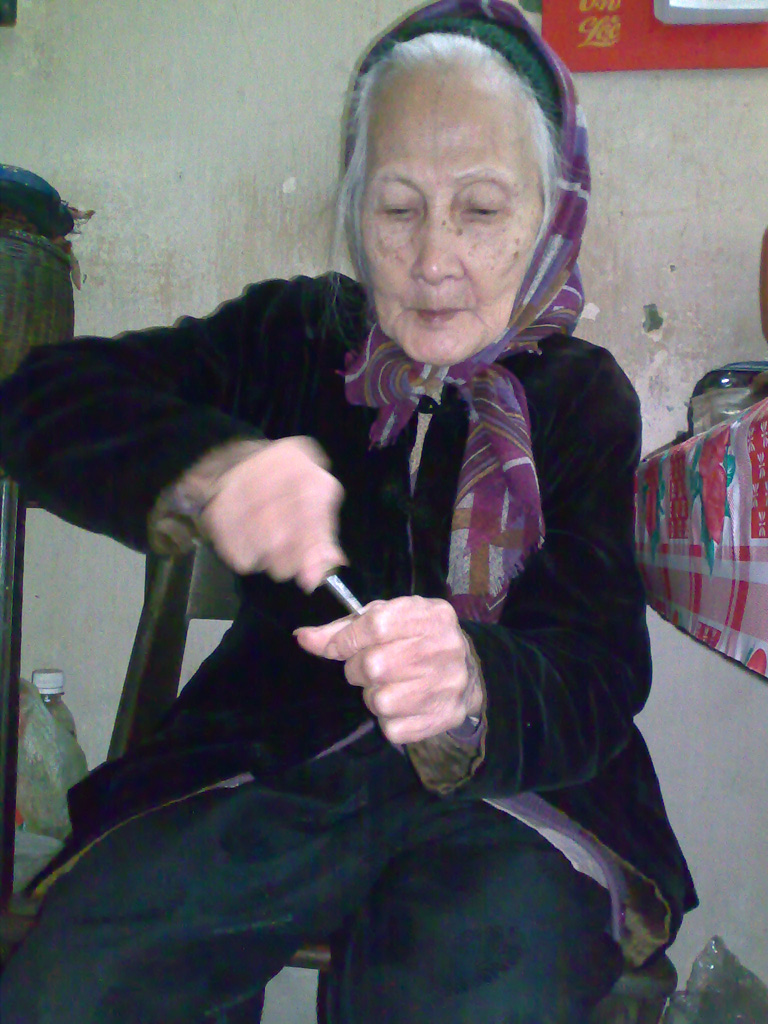
Một bà cụ người Việt giã trầu ăn Ảnh chụp thời điểm bà được 90 tuổi, 5 tháng và 27 ngày